# Johan Lammerts
Johan Lammerts (Bergen op Zoom, 2 ottobre 1960) è un ex ciclista su strada olandese.
Professionista dal 1982 al 1992, vinse il Giro delle Fiandre 1984 e una tappa al Tour de France 1985. Partecipò ai campionati del mondo nel 1984 e nel 1985.

## Palmarès
- 1982 (Dilettanti)

1ª tappa Corsa della Pace
Ronde van Limburg
Omloop van de Krimpenerwaard
6ª tappa Grand Prix Tell
- 1984

Giro delle Fiandre
Classifica generale Giro dei Paesi Bassi
- 1985

Grand Prix Wieler Revue
20ª tappa Tour de France (Montpon-Ménestérol > Limoges)
- 1988

1ª tappa Tour of Britain
- 1989

Liedekerkse Pijl
4ª tappa Vuelta a los Valles Mineros
- 1990

1ª tappa Nissan International Classic
- 1991

5ª tappa Ruta Ciclista Mexico